# Чабурта
Чабурта (груз. ჭაბურთა) — село в Грузії.
За даними перепису населення 2014 року в селі проживає 207 особи.